# Maria Boczkowska
Maria Józefa Boczkowska (ur. 15 maja 1897 w Humaniu, zm. 12 grudnia 1962 w Macdonald, Kanada) – polska entomolog.

## Życiorys
Córka Juliana i Stanisławy z Żurakowskich. W 1914 ukończyła szkołę handlową w Humaniu. Studiowała na Uniwersytecie Jagiellońskim, w 1925 uzyskała stopień magistra, a w 1932 doktoryzowała się. Od 1925 była nauczycielką żeńskiego seminarium nauczycielskiego w Mariówce, pow. opoczyński, od 1926 asystentem przy katedrze upraw roślin Politechniki Lwowskiej. W latach 1927–1928 specjalizowała się w entomologii w Państwowym Instytucie Naukowym Gospodarstwa Wiejskiego w Puławach. W latach 1928–1931 kierowała działem ochrony roślin Doświadczalnego Zakładu Uprawy Torfowisk pod Sarnami. W latach 1933–1938 była nauczycielką gimnazjum w Siedlcach, z przerwą w okresie od października 1933 do sierpnia 1934, gdy pracowała w Instytucie Pasteura w Paryżu. Od 1938 nauczała w gimnazjum w Puławach, równocześnie pracując w Dziale Szkodników Roślin PINGW. 
Zajmowała się entomologią stosowaną, badała szkodniki roślin uprawnych oraz grzybowe choroby owadów i mikrobiologiczne metody ochrony roślin. Prowadziła badania odpornościowe, a także badania nad entomofauną torfowisk. Zbadała zmiany chorobowe występujące na gąsienicach bielinka kapustnika (Piersis brassicae), które wywołuje Entomophthora sphareosperma. Dokonała polowej oceny owadobójczego grzyba Beauveria bassiana na płaszczyńcu burakowemu (Piesma quadrata). We Francji i Kanadzie prowadziła badania nad odpornością odmian ziemniaka na stonkę ziemniaczaną (Leptinotarsa decemlineata). Pozostawiła dorobek w postaci 24 publikacji.

## Ordery i odznaczenia
- Złoty Krzyż Zasługi
- Brązowy Medal za Długoletnią Służbę